# Enzo Zacchiroli
Enzo Zacchiroli (Bologna, 13 dicembre 1919 – Bologna, 9 marzo 2010) è stato un architetto italiano, rappresentante dell'architettura organica, di primo piano in ambito bolognese, ispirandosi alle opere di Frank Lloyd Wright e Alvar Aalto.

## Biografia

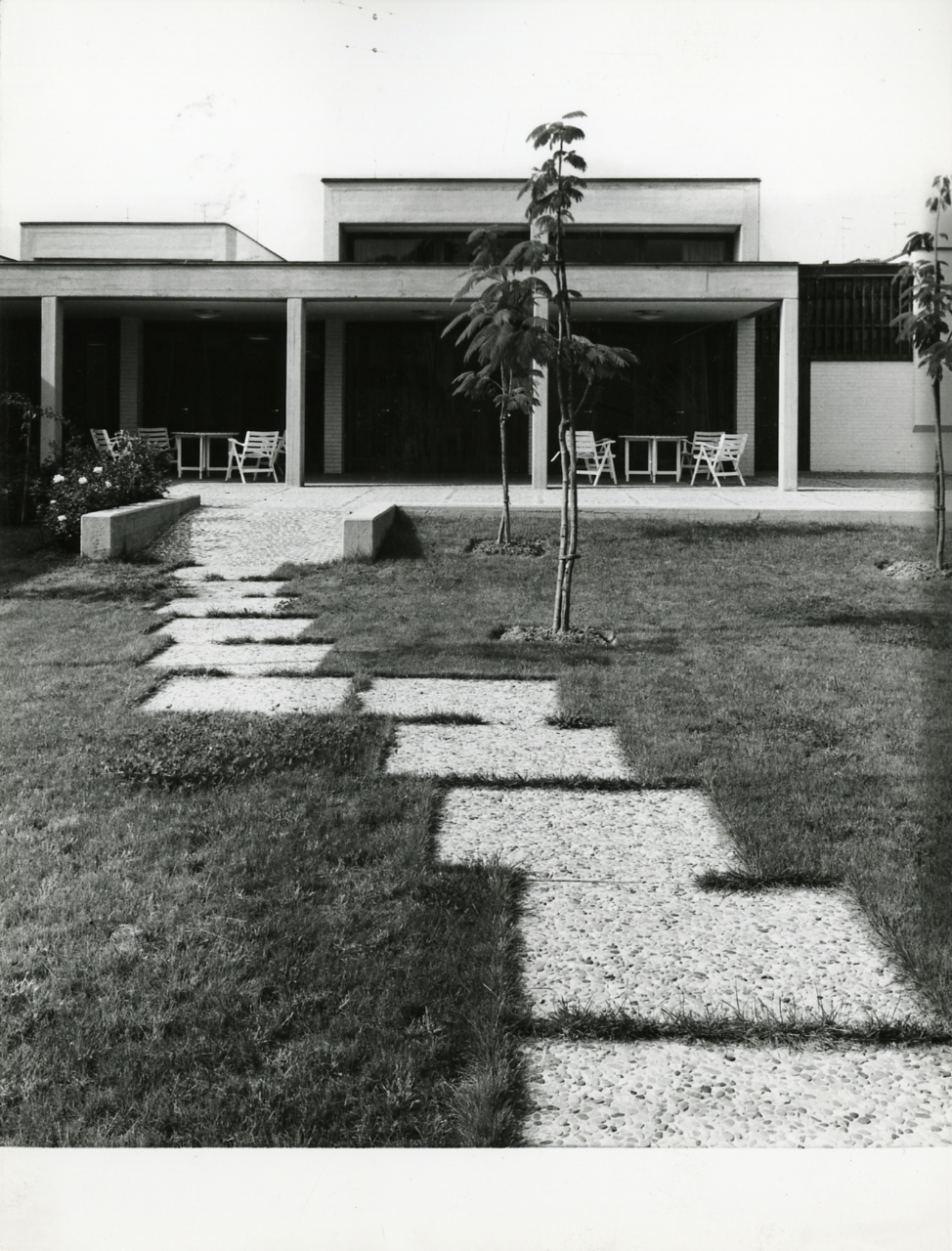
Imola, Centro diagnostico neuropsichiatrico. Foto di Paolo Monti, 1968

Nasce a Bologna in via Fondazza, vicino allo casa-studio del pittore Giorgio Morandi, il quale, vedendone alcuni disegni, consigliò alla famiglia la professione di architetto. Si iscrive quindi nel 1938 alla Facoltà di Architettura di Firenze, dove si laurea nel 1951, vincendo il primo premio in un concorso nazionale del C.O.N.I. per tesi a soggetto sportivo, e svolge attività didattica fino al 1955, come assistente al corso di Composizione Architettonica, collaborando con Giuseppe Giorgio Gori e Adalberto Libera.Appena laureato si iscrive all'ordine degli Architetti di Bologna, e collabora nell'ufficio del Piano Regolatore Generale del Comune di Bologna fino al 1958, anno in cui apre il proprio studio professionale.
Il suo primo progetto è la sede della Johns Hopkins University (1956-1960) di Bologna, col quale vinse il premio In/ARCH del 1961, che mostra la forte ispirazione alle opere di Alvar Aalto. In seguito progetta numerose opere, in ambito bolognese e non solo, di carattere pubblico e privato, spesso pubblicate sulle principali riviste di architettura italiane e straniere, vincendo vari premi nazionali e internazionali.

Ebbe un profondo rapporto con la città di Bologna, anche se spesso contrastato per il carattere architettura moderna e innovativo delle sue opere, e con l'ambiente politico e culturale, in particolare con l'architetto Pier Luigi Cervellati, il costruttore Luciano Marchesini, l'imprenditore Marino Golinelli, e con i vari sindaci della città. Dal 1981 è membro dell'Accademia Nazionale di San Luca.

Imola, Centro diagnostico neuropsichiatrico. Foto di Paolo Monti, 1968
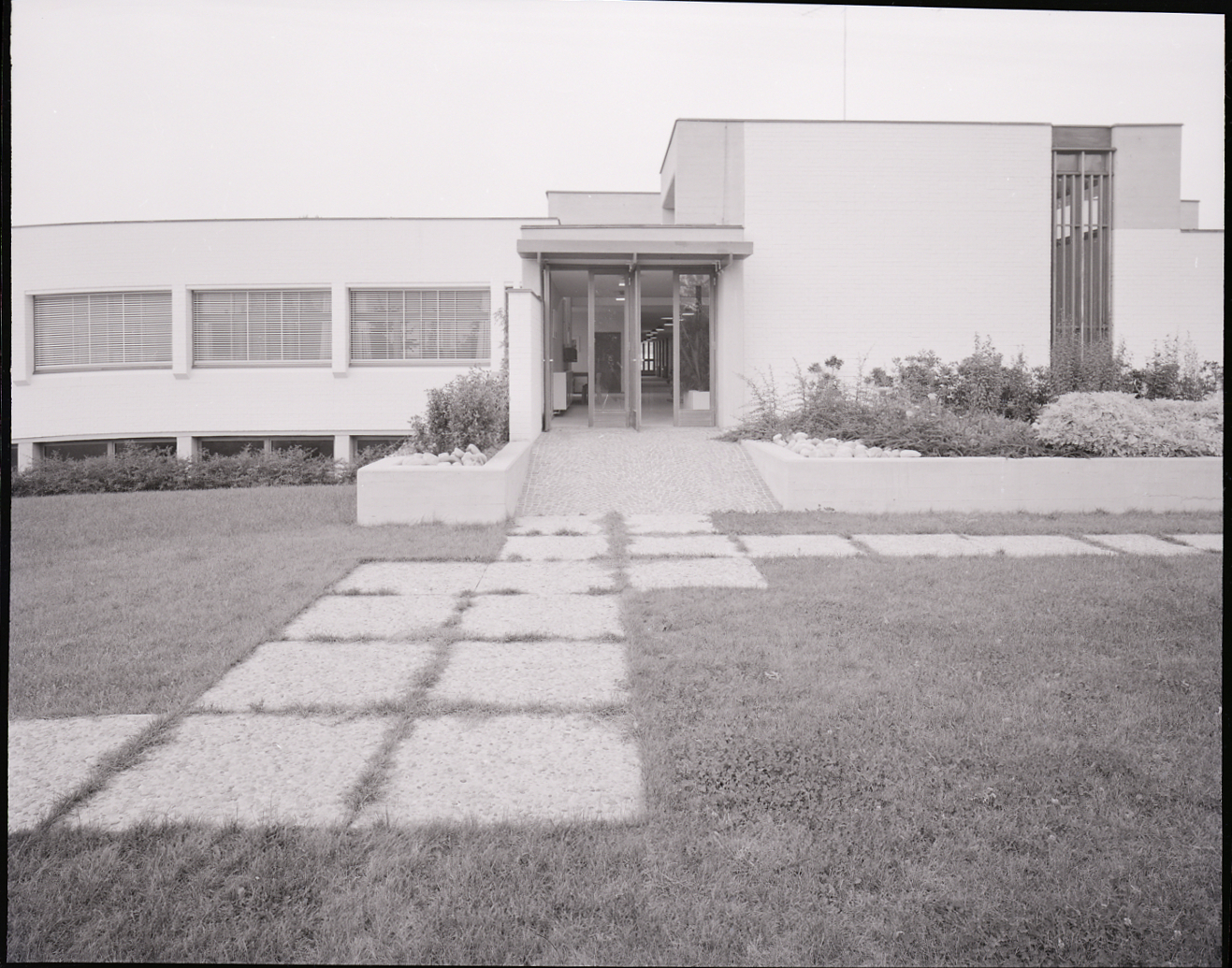
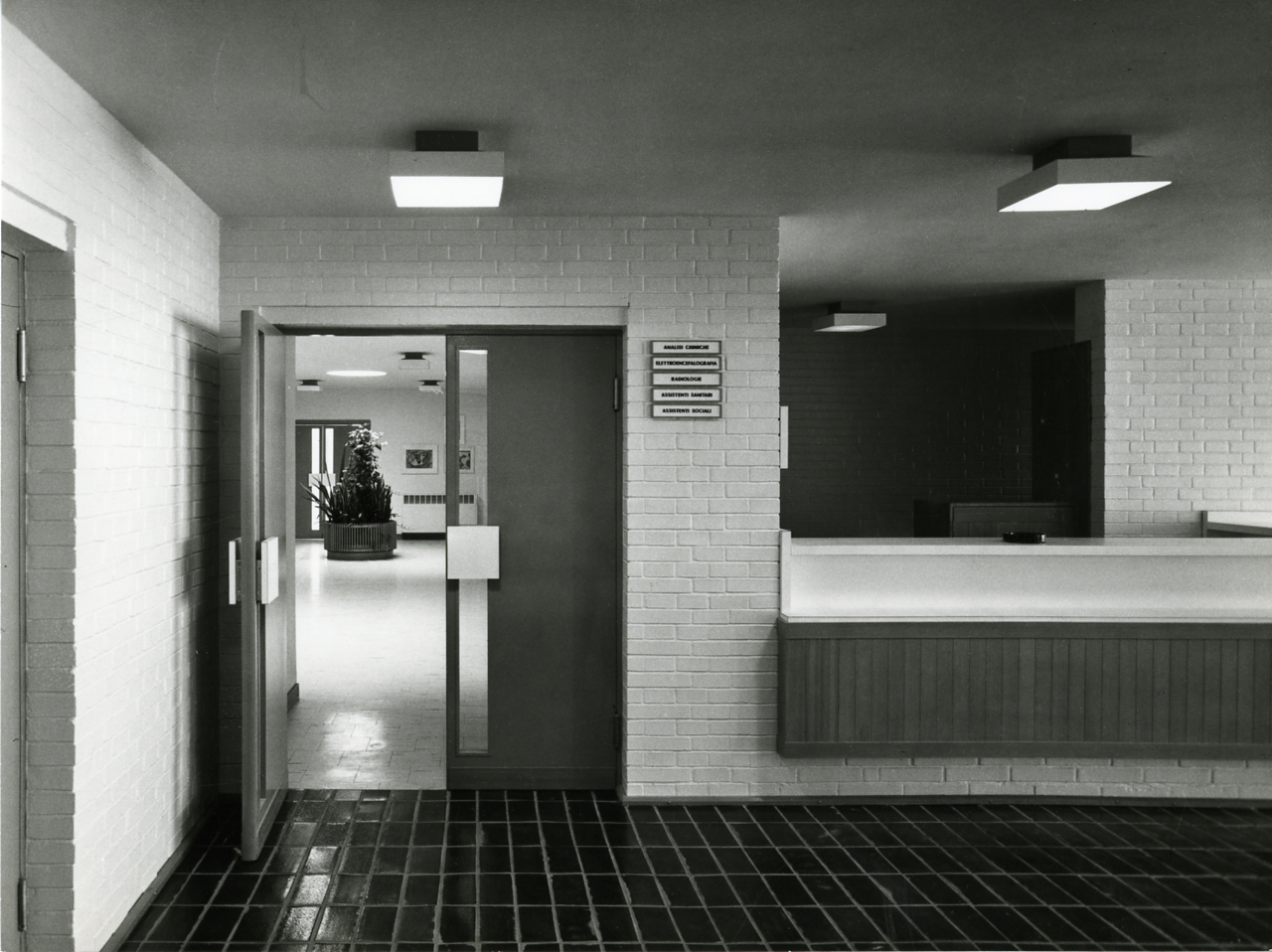
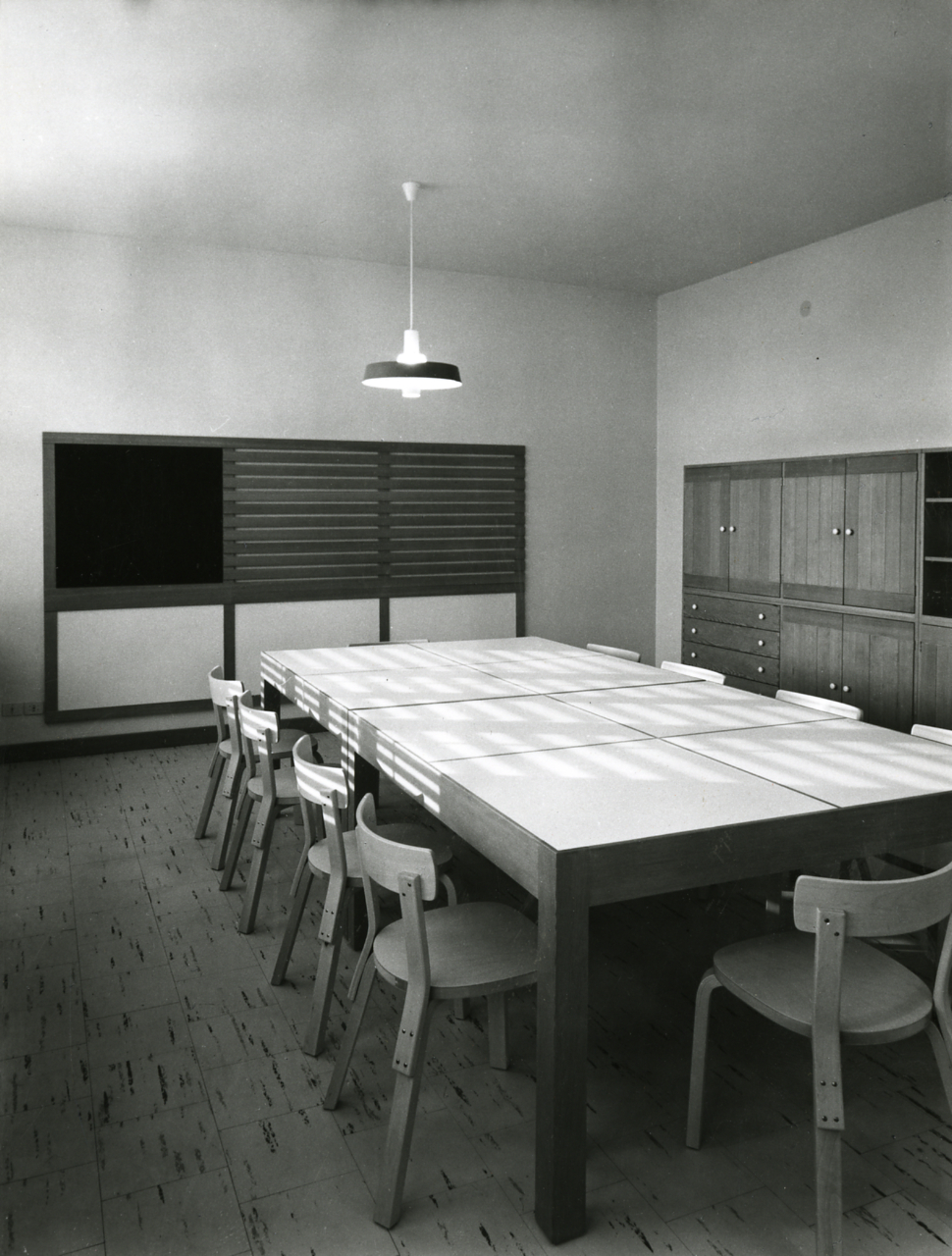

## Opere
- Johns Hopkins University, Bologna, 1956-1960
- Biblioteca Walter Bigiavi, Bologna, 1963-73
- Associazione Industriali, Bologna, 1964
- Centro diagnostico neuropsichiatrico, Imola, 1964-1969[3]
- Chiesa di Santa Croce, Casalecchio (Bologna)
- Royal Hotel Carlton, Bologna, 1968-73
- Sede de Il Resto del Carlino, Bologna, 1969
- Ospedale Malpighi, con G. Conato, Bologna, 1972
- Centrale dei Telefoni di Stato, attuale Dipartimento di Scienze Aziendali, Bologna, 1974;
- Università degli Studi della Calabria, Cosenza
- Consiglio Nazionale delle Ricerche (CNR), Bologna
- Biblioteca Dario Nobili dell'Area Territoriale di Ricerca (ATR) del CNR di Bologna, Bologna, 1995
- Stadio Dall'Ara, adeguamento e ampliamento dello per i mondiali di calcio, Bologna, 1990
- Palazzo di Giustizia, Torino;

Progetti per la ristrutturazione e il recupero funzionale di edifici all'interno di ambiti storici:
- Scuderie di Palazzo Pepoli, Bologna
- nuova sede della Banca d'Italia, Siena
- Comune di Pesaro, recupero del Palazzo Gradari, Pesaro
- Università degli Studi di Siena, recupero dell'ex-Ospedale Psichiatrico San Niccolò, Siena.

## Mostre
- “Enzo Zacchiroli Architetto, Progetti e Opere 1958-1988”, Istituto Nazionale di Architettura, Roma, 1989;
- “Enzo Zacchiroli Architetto”, Bologna, 1990;
- “Enzo Zacchiroli Architetto”, Accademia delle Arti e del Disegno, classe di architettura, Firenze, 1992;
- “Enzo Zacchiroli. Opere recenti”, Trevi Flash Art Museum, Trevi, 1996;
- “Enzo Zacchiroli: la nuova sede della Banca d'Italia a Siena”, 1996;
- “Progetto del Centro Maria Teresa Chiantore Seragnoli” patrocinata dall'In/ARCH, Roma, 1997;
- “Istituzioni di Architettura”, Firenze e Brescia, 1998-1999.